# Edwardsia ivelli
Edwardsia ivelli är en havsanemonart som beskrevs av Monte Gregg Manuel 1975. Edwardsia ivelli ingår i släktet Edwardsia och familjen Edwardsiidae. IUCN kategoriserar arten globalt som otillräckligt studerad. Inga underarter finns listade i Catalogue of Life.